# 五日圓紙幣
五日圓紙幣是過往流通的日本紙幣之一，面額為5日圓。

## 種類
五日圓紙幣有9種：舊版五日圓紙幣（1886年1月4日發行）、修正版五日圓紙幣（1888年12月3日發行）、甲號紙幣（1899年4月1日發行）、乙號紙幣（1910年9月1日發行）、丙號紙幣（1916年12月15日發行）、丁號紙幣（1930年3月1日發行）、「い」號紙幣（1942年1月6日發行）、ろ號紙幣（1943年12月15日發行）及「A」號紙幣（1946年3月5日發行）。